# Venado Tuerto
Venado Tuerto ist eine Stadt im zentralen Argentinien. Sie liegt im Südwesten der Provinz Santa Fe im Departamento General López und hat 76.432 Einwohner (2010, INDEC). Wegen ihrer kulturellen und wirtschaftlichen Bedeutung trägt sie den Namen Esmeralda del Sur (Smaragd des Südens).

## Lage und Geografie
Die Stadt liegt im Nordwesten der Pampa-Ebene, die in der Region intensiv landwirtschaftlich genutzt wird.

### Klima
Das Klima ist warmgemäßigt und relativ feucht. In der Umgebung der Stadt gibt es mehrere kleine Seen.
| Jahr | mm     |
| ---- | ------ |
| 1990 | 1189,3 |
| 1991 | 1217,9 |
| 1992 | 0814,4 |
| 1993 | 1126,1 |
| 1994 | 0894,5 |
| 1995 | 0677,8 |
| 1996 | 0600,6 |
| 1997 | 1037,5 |
| 1998 | 0963,7 |
| 1999 | 0733,0 |
| 2001 | 1011,9 |
| 2002 | 1033,5 |
| 2003 | 0697,7 |
| 2004 | 0789,4 |
| 2005 | 0575,5 |
| 2006 | 0961,8 |
| 2007 | 0818,1 |
| 2008 | 0778,9 |

### Stadtgliederung
| - Centro I - Centro II - Centro III - San José Obrero - Norte - General San Martín - Tiro Federal - Pedro Iturbide - Parque Industrial „La Victoria“ - Alejandro Gutierrez | - General Belgrano - Provincias Unidas - Martin Miguel de Güemes - FO.NA.VI - Ciudad Nueva - San Cayetano - Bernardino Rivadavia - Juan XXIII - San Vicente - Santa Rosa |

## Geschichte
In der Umgebung von Venado Tuerto gab es im 19. Jahrhundert mehrere Festungen, in denen die spanischstämmigen Argentinier sich gegen die das Gebiet beherrschenden Indianer zu behaupten versuchten. Nach der letzten großen Schlacht 1878 beruhigte sich die Lage, und der Pionier Eduardo Casey gründete die Stadt am 26. April 1884. Die Stadt entwickelte sich schnell zu einem bedeutenden Kleinzentrum, vor allem, nachdem sie 1890 ans Eisenbahnnetz angeschlossen wurde. Die Bevölkerung war geprägt von Einwanderern aus verschiedenen Ländern Europas.
Im Jahr 1963 wurde das römisch-katholische Bistum Venado Tuerto mit Sitz in Venado Tuerto errichtet.

## Demografie
| Jahr      | 1895 | 1914  | 1947   | 1960   | 1970   | 1980   | 1990   | 2001   | 2010   |
| --------- | ---- | ----- | ------ | ------ | ------ | ------ | ------ | ------ | ------ |
| Einwohner | 853  | 5.153 | 15.900 | 26.200 | 37.770 | 49.900 | 60.308 | 68.426 | 76.432 |

## Wirtschaft
Venado Tuerto ist ein bedeutendes Industriezentrum. Besonders wichtig ist die Agrarindustrie, die die landwirtschaftlichen Erzeugnisse der Region verarbeitet.

## Sport
Die beiden bekanntesten Fußballvereine in Venado Tuerto sind der Club Sportivo Bernardino Rivadavia und der Club Atlético Jorge Newbery, welche während der Spielzeit 2023–24 im Torneo Regional Federal Amateur spielten.
Darüber hinaus gibt es auch den Jockey Club Venado Tuerto, der ein breites Sportangebot mit einem Fokus auf Golf, Hockey und Rugby legt.

## Kultur

### Museen
- Museo Municipal y Archivo Histórico Cayetano Alberto Silva

### Theater
- Centro Cultural Municipal
- Centro Cultural Teatro Verdi
- Teatro Provincial de Venado Tuerto (ex Teatro Ideal)
- C.E.J. (Centro de Expresión Jóven)
- Teatro Galpón del Arte

### Bibliotheken
- Biblioteca Florentino Ameghino
- Biblioteca Popular Juan Bautista Alberdi
- Biblioteca Rivadavia

### Festivals
- Cine Argentino en el Cine (Januar)
- ExpoVenado (August)
- Fiestas patronales de la Vírgen de la Inmaculada Concepción (8. September)
- Certamen Coral de música Popular Argentina y Latinoamericana (12. Oktober)
- Expo Venado Educativa (September)
- Elección Reina Ciudad de Venado Tuerto y Provincial la Esmeralda del Sur (April)

## Presse
In Venado Tuerto erscheinen unter anderem die Tageszeitungen El Informe und El Alba.

## Persönlichkeiten
- Roberto Lorenzo Cavanagh (1914–2002), Polospieler
- Raimundo Caparrós (1920–1965), Rennfahrer
- Marcos Ciani (* 1923), Rennfahrer
- Gustavo Beytelmann (* 1945), Tangopianist und -komponist
- Chris de Burgh (* 1948), irischer Musiker
- Bruno Liuzzi (* 2000), argentinisch-chilenischer Fußballspieler
- Eduardo Eliseo Martín (* 1953), Bischof von Río Cuarto
- Jota Morelli (* 1962), Schlagzeuger
- Federico Lussenhoff (* 1974), Fußballspieler
- Leo Genovese (* 1979), Jazzpianist
- Wálter Herrmann (* 1979), Basketballspieler
- Guillermo Coria (* 1982), Tennisspieler
- Nicolás Ibáñez (* 1994), Fußballspieler
- José Cibelli, Wissenschaftler